# 富顺站
富顺站，位于中华人民共和国四川省自贡市富顺县东湖街道复兴村，是绵泸高速铁路上的高铁站，于2021年6月28日启用。

## 車站周邊
- 蓉遵高速公路
- 中国电信五桥营业厅
- 农村信用合作社隆富路支行
- 狮市镇五桥小学

## 歷史
- 2021年6月28日启用。

## 外部連結
- 中国铁路客户服务中心 （页面存档备份，存于）